# Siempre juntos
Siempre juntos (en portugués: Benzinho, en inglés: Loveling) es una película tragicómica brasileña de 2018, dirigida por Gustavo Pizzi. La película fue presentada el 18 de enero de 2018 en la sección de Competición Dramática del Festival Sundance de Cine de 2018.

## Sinopsis
Irene y Klaus son padres de una familia numerosa. Viven en una ciudad pequeña de Brasil. Irene trabaja de vendedora ambulante para sacar adelante su familia. Su marido, Klaus, tiene una papelería que no va muy bien, pero su cabeza no para de soñar y pergeñar proyectos imposibles. Con 4 hijos llegan con dificultades a fin de mes. El mayor, con poco más de 16 años, sueña con jugar al balonmano en un equipo europeo. Fernando, su segundo hijo, no para de tocar el trombón. Los mellizos, de apenas 5 años, están ajenos a cuanto los rodea. La casa donde viven está en ruina y cada día se cae un poco más. Para colmo, la hermana de Irene, víctima de malos tratos, abandona a su esposo y recala junto a su hijo Thiago en casa de su cuñado y su hermana. No se sabe cómo, Irene saca tiempo para terminar sus estudios de secundaria. 

## Reparto

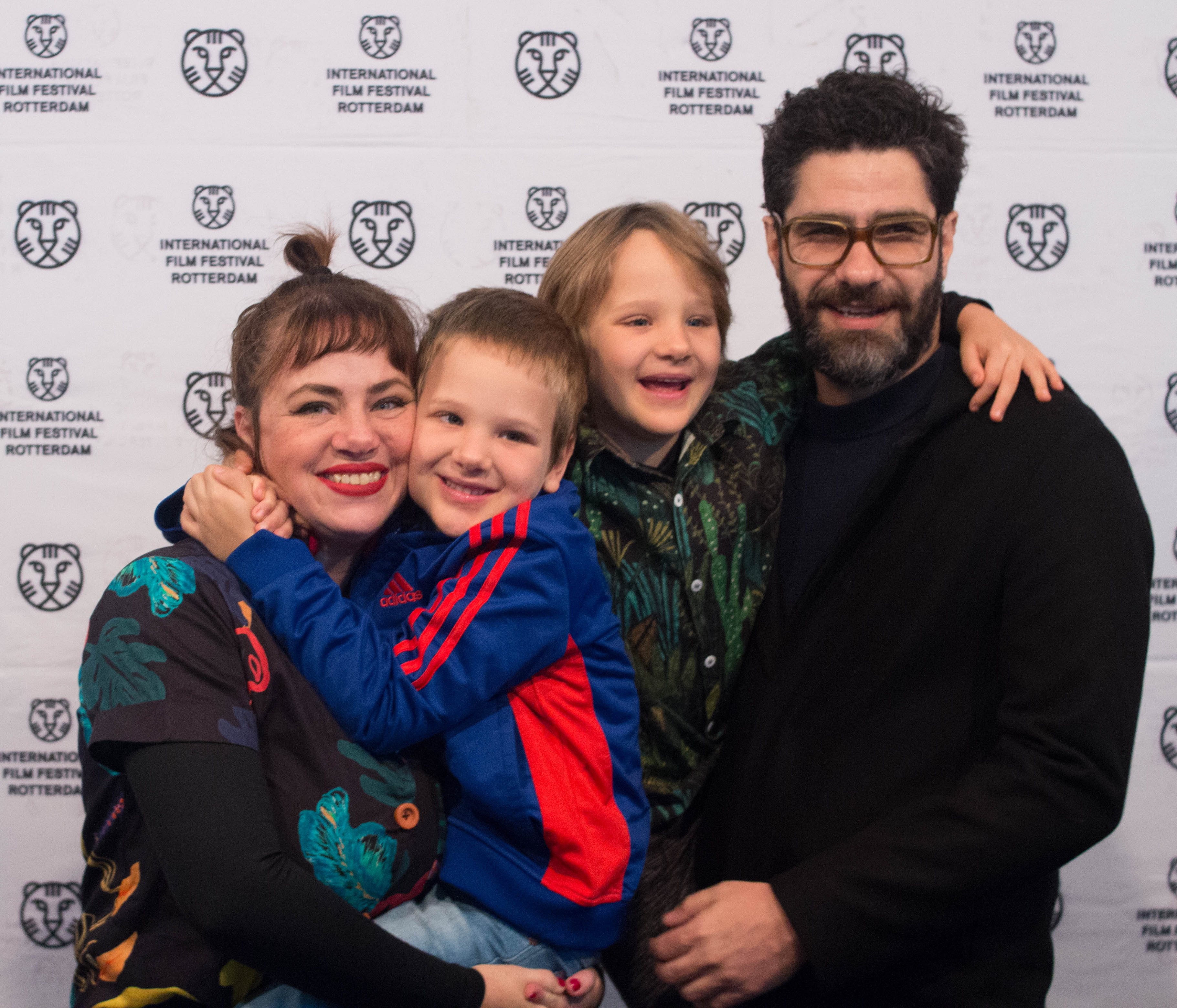
El director, Gustavo Pizzi, junto a parte del reparto: Karine Teles y sus hijos mellizos, en el Festival Internacional de Cine de Róterdam

- Karine Teles: Irene
- Otávio Müller: Klaus
- Adriana Esteves: Sônia
- Konstantinos Sarris: Fernando
- César Troncoso: Alan
- Mateus Solano: Paçoca
- Camilo Pellegrini: Ligia
- Ariclenes Barroso: Sergio
- Pablo Riera: Xander
- Lucas Gouvêa: funcionario

## Ficha técnica
- Título: Siempre juntos
- Director: Gustavo Pizzi
- Guion: Karine TelesGustavo Pizzi
- Intérpretes: Otávio Müller
- Fotografía: Pedro Faerstein
- Música: Maximiliano Silveira
- Vestuario: Diana Leste
- Maquillaje: Virginia Silva
- Montaje: Livia Serpa
- Países de origen:   Brasil
- Lengua: portugués
- Rodaje exterior: 
  - Brasil
- Productor: Gustavo Pizzi
- Producción: Bubbles Project, TV Zero, Mutante Cine, Pandora
- Distribución:
- Formato: color por Eastmancolor — 1,66:1 — monoaural — 35 mm
- Género: drama
- Duración: 95 minutos
- Data de salida: 18 de enero de 2018 en Brasil

## Recepción
Para el sitio web Rotten Tomatoes, la película tuvo un índice de aprobación del 88%, sobre una base de 8 revisiones, y un índice medio de 7.2/10. En la web Metacritic, la película tuvo una puntuación media de 81 sobre 100, sobre una base de 5 críticas.